# Јосип Ћалушић
Јосип Ћалушић (Сплит, 11. октобра 1993) хрватски је фудбалер који тренутно наступа за Конјаспор.
Прошао је све млађе репрезентативне узрасте Хрватске.

## Трофеји, награде и признања

### Екипно
Динамо Загреб
- Прва лига Хрватске (2): 2012/13,[7] 2013/14.[8]

- Суперкуп Хрватске [] : 2013.[9]

Цеље
- Прва лига Словеније : 2019/20.[10]

### Појединачно
- Награда Дискретни хероји за хуманост (заједно с Гораном Антонићем, Ненадом Филиповићем, Ифетом Ђаковцем и Мартином Мирчевским)[11]